# Elecciones presidenciales de Estados Unidos de 2016
Las elecciones presidenciales de Estados Unidos de 2016, celebradas el martes 8 de noviembre de 2016, fueron las 58.as elecciones presidenciales cuadrienales en ese país. La fórmula del Partido Republicano liderada por Donald Trump y Mike Pence derrotó en el Colegio Electoral a la fórmula del Partido Demócrata liderada por Hillary Clinton y Tim Kaine, en lo que fue considerado como una de las mayores sorpresas electorales desde 1948. Trump asumió el cargo como el 45° presidente y Pence como el 48° vicepresidente, el 20 de enero de 2017. Fue la quinta y más reciente elección presidencial estadounidense en la que el candidato ganador perdió el voto popular.
Con el presidente en ejercicio Barack Obama impedido de buscar un tercer mandato, Clinton derrotó al senador de Vermont Bernie Sanders en las primarias demócratas y se convirtió en la primera candidata presidencial mujer de un partido político estadounidense importante. Trump emergió como el favorito de su partido en medio de un amplio campo de candidatos en las primarias republicanas venciendo al senador Ted Cruz, al senador Marco Rubio y al gobernador de Ohio John Kasich, entre otros candidatos. La campaña nacionalista populista de derecha de Trump, que prometía "hacer que Estados Unidos vuelva a ser grande" y se oponía a la corrección política, la inmigración ilegal y muchos acuerdos de "libre" comercio de Estados Unidos, obtuvo una amplia cobertura mediática gratuita debido a los comentarios incendiarios de Trump. Clinton enfatizó su amplia experiencia política, denunció a Trump y a muchos de sus seguidores como una "cesta de deplorables", intolerantes y extremistas, y abogó por la expansión de las políticas del presidente Obama; por los derechos raciales, LGBT y de la mujer; y por el capitalismo inclusivo.
A las 2:40 a. m. (hora del Este) del 9 de noviembre, las cadenas de noticias anunciaron que Pensilvania y Wisconsin (estados en los cuales Hillary Clinton lideraba en la encuestas) daban los últimos 30 electores para definir al ganador a Donald Trump, quien se convirtió en cuadragésimo quinto presidente de los Estados Unidos. Clinton aceptó la derrota ante Trump, quien ganó las elecciones presidenciales de 2016 con 304 votos electorales contra 227 de Clinton. Los estados que le dieron (en contra de la mayoría de los pronósticos) la victoria a Trump en el colegio electoral fueron, principalmente, los estados industriales de la región de los grandes lagos: Míchigan, Pensilvania y Wisconsin. Los tres estados anteriormente mencionados venían votando de manera consecutiva por los candidatos presidenciales del Partido Demócrata desde 1992. Además de estos, el candidato republicano también logró imponerse en los dos grandes estados en disputa, o "swing states", de las últimas décadas: Ohio y Florida, y en otros estados "swing" menores como Arizona, Georgia, Iowa y Carolina del Norte. Clinton, por su parte, se hizo con estados disputados como Colorado, Nevada, Virginia y Nuevo Hampshire. Debido a su victoria en el sistema del colegio electoral, el candidato republicano Trump ganó las elecciones, a pesar de que a nivel nacional obtuvo 2,8 millones de votos menos que la candidata demócrata Clinton. Esta fue la quinta elección presidencial en la historia estadounidense en donde el ganador perdió el voto popular. Como señala el analista de datos Azhar Hamdan, al final las elecciones de 2016 no las decidió la ventaja nacional de casi tres millones de votos de Hillary Clinton, sino la mucho más estrecha ventaja combinada de apenas 78.000 votos que Trump logró en los estados de Míchigan, Wisconsin y Pensilvania. Esta diferencia significativa entre el colegio electoral y el voto popular, reforzó los llamados de eliminar o reformar el sistema del colegio electoral, especialmente tomó impulso la iniciativa llamada Pacto Interestatal por el Voto Popular Nacional (NPVIC). 
Las elecciones destacaron por un clima de tensión política, la más baja aceptación popular hacia los candidatos en toda la historia de Estados Unidos y por una victoria impredecible en donde Trump ganó la elección a pesar de que Clinton había liderado los pronósticos electorales la mayor parte del tiempo que duró la campaña.

## Antecedentes
El artículo dos de la Constitución de los Estados Unidos establece que el Presidente y el Vicepresidente de los Estados Unidos deben ser ciudadanos nacidos en los Estados Unidos, tener al menos 35 años de edad y ser residentes en los Estados Unidos durante un período de al menos 14 años.Los candidatos a la presidencia normalmente buscan la nominación de uno de los partidos políticos, en cuyo caso cada partido diseña un método (como una elección primaria) para elegir al candidato que el partido considera más adecuado para postularse al cargo. Tradicionalmente, las elecciones primarias son elecciones indirectas en las que los votantes emiten sus votos para elegir una lista de delegados de un partido comprometidos con un candidato en particular. Los delegados del partido luego nominan oficialmente a un candidato para que se presente en representación del partido. Las elecciones generales de noviembre también son elecciones indirectas, en las que los votantes emiten sus votos para una lista de miembros del Colegio Electoral ; estos electores a su vez eligen directamente al presidente y al vicepresidente.
El presidente Barack Obama, demócrata y ex senador estadounidense de Illinois, no era elegible para buscar la reelección para un tercer mandato debido a las restricciones de los límites del mandato presidencial estadounidense establecidos por la Vigésima Segunda Enmienda; de conformidad con la Sección 1 de la Vigésima Enmienda, su mandato expiró al mediodía, hora estándar del este, el 20 de enero de 2017.
Tanto el partido Demócrata como el Republicano, así como terceros partidos como el Partido Verde y el Libertario, celebraron una serie de elecciones primarias presidenciales y asambleas partidarias que tuvieron lugar entre febrero y junio de 2016, escalonadas entre los 50 estados, el Distrito de Columbia y territorios estadounidenses. Este proceso de nominación también fue una elección indirecta, donde los votantes emitieron sus votos para una lista de delegados a la convención de nominación de un partido político, quienes a su vez eligieron al candidato presidencial de su partido. Las especulaciones sobre la campaña de 2016 comenzaron casi inmediatamente después de la campaña de 2012, cuando la revista New York declaró que la carrera había comenzado en un artículo publicado el 8 de noviembre, dos días después de las elecciones de 2012.Ese mismo día, Politico publicó un artículo que predecía que las elecciones generales de 2016 serían entre Clinton y el exgobernador de Florida Jeb Bush, mientras que un artículo en The New York Times nombró al gobernador de Nueva Jersey, Chris Christie, y al senador Cory Booker de Nueva Jersey como posibles candidatos.

## Nominados

### Partido Republicano
Antes de las elecciones primarias de Iowa del 1 de febrero de 2016, Perry, Walker, Jindal, Graham y Pataki se retiraron debido a los bajos números en las encuestas. A pesar de liderar muchas encuestas en Iowa, Trump quedó en segundo lugar, detrás de Cruz, después de lo cual Huckabee, Paul y Santorum se retiraron debido a sus malos desempeños en las urnas. Tras una considerable victoria de Trump en las primarias de New Hampshire, Christie, Fiorina y Gilmore abandonaron la carrera. Bush siguió su ejemplo después de conseguir el cuarto lugar, detrás de Trump, Rubio y Cruz en Carolina del Sur. El 1 de marzo de 2016, la primera de las cuatro primarias del "Supermartes", Rubio ganó su primera contienda en Minnesota, Cruz ganó Alaska, Oklahoma y su estado natal, Texas, y Trump ganó los otros siete estados que votaron. Al no conseguir tracción, Carson suspendió su campaña unos días después. El 15 de marzo de 2016, el segundo "supermartes", Kasich ganó su única contienda en su estado natal de Ohio, y Trump ganó cinco primarias, incluida la de Florida. Rubio suspendió su campaña tras perder en su estado natal.
Entre el 16 de marzo y el 3 de mayo de 2016, sólo tres candidatos permanecieron en carrera: Trump, Cruz y Kasich. Cruz ganó la mayor cantidad de delegados en cuatro contiendas del Oeste y en Wisconsin, manteniendo un camino creíble para negarle a Trump la nominación en la primera votación con 1.237 delegados. Trump luego aumentó su ventaja al obtener victorias aplastantes en Nueva York y cinco estados del noreste en abril, seguidas por una victoria decisiva en Indiana el 3 de mayo de 2016, asegurando los 57 delegados del estado. Sin más posibilidades de forzar una convención disputada, tanto Cruzcomo Kasich suspendieron sus campañas. Trump siguió siendo el único candidato activo y fue declarado el probable candidato republicano por el presidente del Comité Nacional Republicano, Reince Priebus, la noche del 3 de mayo de 2016.
Un estudio de 2018 descubrió que la cobertura mediática de Trump condujo a un mayor apoyo público hacia él durante las primarias. El estudio mostró que Trump recibió casi 2.000 millones de dólares en medios gratuitos, más del doble que cualquier otro candidato. El politólogo John M. Sides sostuvo que el aumento de las encuestas de Trump se debió "casi con certeza" a la frecuente cobertura mediática de su campaña. Sides concluyó que "Trump está subiendo en las encuestas porque los medios de comunicación se han centrado constantemente en él desde que anunció su candidatura el 16 de junio". Antes de conseguir la nominación republicana, Trump recibió poco apoyo de los republicanos del establishment.

#### Nominados
| Boleto del Partido Republicano de 2016          |                                       |
| Donald J. Trump                                 | Michael R. Pence                      |
| Candidato a la Presidencia                      | Candidato a la Vicepresidencia        |
|                                                 |                                       |
| Presidente de la Organización Trump (1971–2017) | 50° Gobernador de Indiana (2013–2017) |
| Campaña                                         |                                       |
|                                                 |                                       |
| [ 22 ] [ 23 ] [ 24 ]                            | [ 25 ] [ 26 ]                         |

#### Selección vicepresidencial
El 14 de julio de 2016, varios medios de comunicación importantes informaron que Trump había elegido a Pence como su compañero de fórmula. Trump confirmó estos informes en un mensaje de Twitter el 15 de julio de 2016, e hizo el anuncio formalmente al día siguiente en Nueva York.El 19 de julio, la segunda noche de la Convención Nacional Republicana de 2016, Pence ganó la nominación republicana a la vicepresidencia por aclamación. 

### Partido Demócrata
La ex secretaria de Estado Hillary Clinton, que también sirvió en el Senado de los Estados Unidos y fue la primera dama de los Estados Unidos de 1993 a 2001, se convirtió en la primera demócrata en el campo en lanzar formalmente una candidatura importante a la presidencia con un anuncio el 12 de abril de 2015, a través de un mensaje de vídeo.Si bien las encuestas de opinión a nivel nacional en 2015 indicaron que Clinton era la favorita para la nominación presidencial demócrata de 2016, enfrentó fuertes desafíos por parte del senador independiente Bernie Sanders de Vermont,quien se convirtió en el segundo candidato principal cuando anunció formalmente el 30 de abril: 2015, que se postulaba para la nominación demócrata.Las cifras de las encuestas de septiembre de 2015 indicaron una brecha cada vez menor entre Clinton y Sanders. El 30 de mayo de 2015, el ex gobernador de Maryland Martin O'Malley fue el tercer candidato importante en ingresar a las primarias demócratas, seguido por el exgobernador independiente y senador republicano de Rhode Island Lincoln Chafee el 3 de junio de 2015, el exsenador de Virginia Jim Webb el 2 de julio de 2015,y el exprofesor de derecho de Harvard Lawrence Lessig el 6 de septiembre de 2015.
El 20 de octubre de 2015, Webb anunció su retirada de las primarias y exploró una posible candidatura independiente. Al día siguiente, el vicepresidente Joe Biden decidió no presentarse, poniendo fin a meses de especulaciones, y declaró: "Si bien no seré candidato, no permaneceré en silencio".El 23 de octubre, Chafee se retiró, declarando que esperaba "el fin de las guerras interminables y el comienzo de una nueva era para los Estados Unidos y la humanidad".El 2 de noviembre, después de no calificar para el segundo debate sancionado por el DNC después de que la adopción de un cambio de reglas anulara las encuestas que antes podrían haber hecho necesaria su inclusión en el debate, Lessig también se retiró, reduciendo el campo a Clinton, O'Malley y Sanders.
El 4 y el 5 de junio, Clinton obtuvo dos victorias en las elecciones primarias de las Islas Vírgenes y en Puerto Rico. El 6 de junio de 2016, Associated Press y NBC News informaron que Clinton se había convertido en la candidata presunta después de alcanzar el número requerido de delegados, incluidos delegados comprometidos y superdelegados, para asegurar la nominación, convirtiéndose en la primera mujer en obtener la nominación presidencial de un importante partido político estadounidense. El 7 de junio, Clinton consiguió la mayoría de los delegados comprometidos después de ganar las primarias en California, Nueva Jersey, Nuevo México y Dakota del Sur, mientras que Sanders sólo ganó en Montana y Dakota del Norte. Clinton también ganó las primarias finales en el Distrito de Columbia el 14 de junio. Al concluir el proceso de primarias, Clinton había ganado 2.204 delegados comprometidos (54% del total) otorgados por las elecciones primarias y los caucus, mientras que Sanders había ganado 1.847 (46%). De los 714 delegados no comprometidos o "superdelegados" que debían votar en la convención en julio, Clinton recibió el apoyo de 560 (78%), mientras que Sanders recibió 47 (7%).
Aunque Sanders no había abandonado formalmente la carrera, anunció el 16 de junio de 2016 que su principal objetivo en los próximos meses sería trabajar con Clinton para derrotar a Trump en las elecciones generales. El 8 de julio, los representantes de la campaña de Clinton, la campaña de Sanders y el Comité Nacional Demócrata negociaron un borrador de la plataforma del partido.El 12 de julio, Sanders apoyó formalmente a Clinton en un mitin en New Hampshire en el que apareció con ella.Sanders luego encabezó 39 actos de campaña en nombre de Clinton en 13 estados clave.

#### Nominados
| Boleto del Partido Demócrata de 2016                       |                                                            |
| Hillary Clinton                                            | Tim Kaine                                                  |
| Candidata a la Presidencia                                 | Candidato a la Vicepresidencia                             |
|                                                            |                                                            |
| 67° Secretaria de Estado de los Estados Unidos (2009–2013) | Senador de los Estados Unidos por Virginia (2013–Presente) |
| Campaña                                                    |                                                            |
|                                                            |                                                            |
| [ 48 ] [ 49 ] [ 50 ]                                       | [ 51 ]                                                     |

#### Selección vicepresidencial
El 22 de julio, Clinton anunció que había elegido al senador Tim Kaine de Virginia como su compañero de fórmula. Los delegados de la Convención Nacional Demócrata de 2016, que tuvo lugar del 25 al 28 de julio, nominaron formalmente la candidatura demócrata.

### Partido Libertario
| Boleto del Partido Libertario de 2016      |                                             |
| Gary Johnson                               | Bill Weld                                   |
| Candidato a la Presidencia                 | Candidato a la Vicepresidencia              |
|                                            |                                             |
| 29° Gobernador de Nuevo México (1995–2003) | 68° Gobernador de Massachusetts (1991–1997) |
|                                            |                                             |
| [ 53 ] [ 54 ]                              | [ 55 ]                                      |

Acceso a la boleta electoral a los 50 estados y el Distrito de Columbia (538 votos electorales)

### Partido Verde

Acceso a la boleta presidencial para Jill Stein
En la boleta
Acceso como candidato por escrito
Demanda pendiente
Sin presencia en la boleta

| Boleto del Partido Verde de 2016 |                                               |
| Jill Stein                       | Ajamu Baraka                                  |
| Candidata a presidenta           | Candidato a vicepresidente                    |
|                                  |                                               |
| Médica de Massachusetts          | Activista y profesor del Distrito de Columbia |
|                                  |                                               |
| [ 57 ] [ 58 ]                    |                                               |

### Otros candidatos
| Candidato presidencial | Candidato presidencial | Partido | Partido                                                          | Acceso a boleta |
| ---------------------- | --- | ------- | ---------------------------------------------------------------- | --------------- |
|                        | Evan McMullin, director de Políticas para la Conferencia Republicana en la Cámara de Representantes de los Estados Unidos e inversionista de Utah. |         | Better for America/Independiente                                 |                 |
|                        | Gloria La Riva, activista y periodista de California.                                                                                              |         | Partido Socialismo y Liberación/Paz y Libertad                   |                 |
|                        | Laurence Kotlikoff, profesor de la Universidad de Boston de Massachusetts.                                                                         |         | Americans Elect/Independiente                                    |                 |
|                        | Roque De La Fuente, empresario de la Florida. |         | Partido de la Reforma de los Estados Unidos/American Delta Party |                 |
|                        | Darrel Castle, abogado de Tennessee, candidato por el Partido de la Constitución para la vicepresidencia en 2008.                                  |         | Partido de la Constitución                                       |                 |

## Convenciones Nacionales de los Partidos

### Partido Libertario

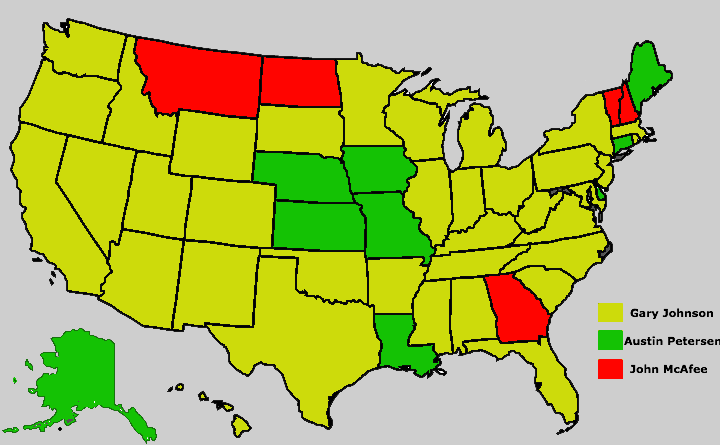
Primer lugar en votos de delegados por Estado.

La convención nacional del Partido Libertario se llevó a cabo del 26 al 30 de mayo del 2016 en Orlando, Florida. Gary Johnson y William Weld fueron oficialmente nominados para presidente y vicepresidente.

#### Resultados de la convención del Partido Libertario
| Convención nacional del partido libertario, 2016 - 1ª ronda de votación | Convención nacional del partido libertario, 2016 - 1ª ronda de votación | Convención nacional del partido libertario, 2016 - 1ª ronda de votación |
| Candidato                                                               | 1ª ronda de votación                                                    | Porcentaje                                                              |
| ----------------------------------------------------------------------- | ----------------------------------------------------------------------- | ----------------------------------------------------------------------- |
| Gary Johnson                                                            | 458                                                                     | 49.5 %                                                                  |
| Austin Petersen                                                         | 197                                                                     | 21.3 %                                                                  |
| John McAfee                                                             | 131                                                                     | 14.2 %                                                                  |
| Darryl Perry                                                            | 63                                                                      | 6.8 %                                                                   |
| Marc Allan Feldman                                                      | 58                                                                      | 6.3 %                                                                   |
| Kevin McCormick                                                         | 9                                                                       | 1.0 %                                                                   |
| None of the above                                                       | 5                                                                       | 0.5 %                                                                   |
| Ron Paul (escrito en la papeleta)                                       | 1                                                                       | 0.1 %                                                                   |
| Vermin Supreme (escrito en la papeleta)                                 | 1                                                                       | 0.1 %                                                                   |
| Heidi Zemen (escrito en la papeleta)                                    | 1                                                                       | 0.1 %                                                                   |
| Derrick Grayson (escrito en la papeleta)                                | 1                                                                       | 0.1 %                                                                   |
| Número total de votos                                                   | 925                                                                     | 100 %                                                                   |

Ningún candidato consiguió la mayoría en la primera votación, por lo que hubo una segunda votación secreta. Debido a que recibió menos del 5 % de los votos, McCormick fue excluido de la segunda votación. 
| Convención nacional del partido libertario, 2016 - 2ª ronda de votación | Convención nacional del partido libertario, 2016 - 2ª ronda de votación | Convención nacional del partido libertario, 2016 - 2ª ronda de votación |
| Candidato                                                               | 2ª ronda de votación                                                    | Porcentaje                                                              |
| ----------------------------------------------------------------------- | ----------------------------------------------------------------------- | ----------------------------------------------------------------------- |
| Gary Johnson ✓                                                          | 518                                                                     | 55.8 %                                                                  |
| Austin Petersen                                                         | 203                                                                     | 21.9 %                                                                  |
| John McAfee                                                             | 131                                                                     | 14.1 %                                                                  |
| Darryl Perry                                                            | 52                                                                      | 5.6 %                                                                   |
| Marc Allan Feldman                                                      | 18                                                                      | 1.9 %                                                                   |
| None of the above                                                       | 2                                                                       | 0.2 %                                                                   |
| Derrick Grayson (escrito en la papeleta)                                | 1                                                                       | 0.1 %                                                                   |
| Michael Shannon (escrito en la papeleta)                                | 1                                                                       | 0.1 %                                                                   |
| Kevin McCormick (escrito en la papeleta)                                | 1                                                                       | 0.1 %                                                                   |
| Rhett Smith (escrito en la papeleta)                                    | 1                                                                       | 0.1 %                                                                   |
| Número total de votos                                                   | 928                                                                     | 100 %                                                                   |

### Partido Republicano

Primer lugar en votación nominal en la convención

Primer lugar en votos de delegados por Estado.

La convención nacional republicana se llevó a cabo en Cleveland, Ohio del 18 al 21 de julio de 2016.
En la tarde del primer día de la convención, un grupo de delegados “Anti-Trump” pusieron en marcha un último esfuerzo para forzar una votación nominal sobre las normas de la convención. Estos delegados trataron de cambiar las reglas del partido para que los delegados se conviertan en delegados «libres» de manera que en la primera votación, los delegados podrían "votar según su conciencia" y, posiblemente, bloquear a Trump de ganar en la primera ronda de votación. Esa mañana, una petición de una votación nominal se presentó con las firmas de la mayoría de los delegados de diez estados. Por la tarde, las reglas fueron adoptadas por voto de voz, lo que provocó gritos de protesta de los delegados anti-Trump que clamaban por una votación nominal. Después, una segunda votación oral fue tomada, pero el presidente de la convención les negó una votación nominal, determinando que había firmas insuficientes para imponer tal votación. A la mañana siguiente, el 19 de julio, Las votaciones empezaron, al final, Trump oficialmente fue nominado como candidato para presidente de los Estados Unidos, con un total de 1725 delegados, sobrepasando los 1237 necesarios para asegurar la nominación, Cruz terminó en segundo lugar con 484, le sigue Kasich con 125, Rubio con 123, Carson con 7, Bush con 3 y Paul que logró obtener solamente dos delegados, Trump también en las votaciones, ganó 47 estados y territorios. En ese mismo día, Trump logró obtener el respaldo del liderazgo republicano, como el presidente de la Cámara de Representantes, el Líder de la Mayoría del Senado de los Estados Unidos Mitch McConnell, el excandidato republicano Bob Dole, y el apoyo de senadores y representantes republicanos, Trump oficialmente aceptó la nominación el 21 de julio, el día de la clausura de la convención. Mike Pence, fue nominado como candidato vicepresidencial por aclamación. Pence dio su discurso de aceptación el 20 de julio.

#### Candidaturas
| Candidatos a la nominación del Partido Republicano  |                                         |                                         |                                           |                                                                        |                                         |                                              |                                      |                                                 |
| Donald J. Trump                                     | John Kasich                             | Ted Cruz                                | Marco Rubio                               | Ben Carson                                                             | Jeb Bush                                | Jim Gilmore                                  | Carly Fiorina                        | Chris Christie                                  |
|                                                     |                                         |                                         |                                           |                                                                        |                                         |                                              |                                      |                                                 |
| Presidente de la Organización Trump (1971-presente) | 69.ª gobernador de Ohio (2011-presente) | Senador de Texas (2013-presente)        | Senador de Florida (2011-presente)        | Director de neurocirugía pediátrica Johns Hopkins Hospital (1984-2013) | 43.ª gobernador de Florida (1999-2007)  | 68.ª gobernador de Virginia (1998-2002)      | CEO de Hewlett-Packard (1999-2005)   | 55.ª Gobernador de Nueva Jersey (2010-presente) |
|                                                     | R: 4 de mayo                            | R: 3 de mayo                            | R: 15 de marzo                            | R: 4 de marzo                                                          | R: 20 de febrero                        | R: 12 de febrero                             | R: 10 de febrero                     | R: 10 de febrero                                |
| [ 22 ] [ 23 ] [ 24 ]                                | [ 69 ]                                  | [ 70 ] [ 71 ] [ 72 ]                    | [ 73 ] [ 74 ] [ 75 ]                      | [ 76 ] [ 77 ] [ 78 ]                                                   | [ 79 ] [ 80 ]                           | [ 81 ] [ 82 ]                                | [ 83 ] [ 84 ]                        | [ 85 ] [ 86 ]                                   |
| Rand Paul                                           | Rick Santorum                           | Mike Huckabee                           | George Pataki                             | Lindsey Graham                                                         | Bobby Jindal                            | Scott Walker                                 | Rick Perry                           |                                                 |
|                                                     |                                         |                                         |                                           |                                                                        |                                         |                                              |                                      |                                                 |
| Senador de Kentucky (2011-presente)                 | Senador de Pensilvania (1995-2007)      | 44.ª gobernador de Arkansas (1996-2007) | 53.ª gobernador de Nueva York (1995-2006) | Senador de South Carolina (2003-presente)                              | 55.ª gobernador de Luisiana (2008-2016) | 45.ª gobernador de Wisconsin (2011-presente) | 47.ª gobernador de Texas (2000-2015) |                                                 |
| R: 3 de febrero                                     | R: 3 de febrero                         | R: 1 de febrero                         | R: 29 de diciembre                        | R: 21 de diciembre                                                     | R: 17 de noviembre                      | R: 21 de septiembre                          | R: 11 de septiembre                  |                                                 |
| [ 87 ] [ 88 ] [ 89 ]                                | [ 90 ] [ 91 ]                           | [ 92 ] [ 93 ]                           | [ 94 ]                                    | [ 95 ] [ 96 ]                                                          | [ 97 ] [ 98 ]                           | [ 99 ] [ 100 ]                               | [ 101 ] [ 102 ]                      |                                                 |

#### Resultados de la convención Republicana
| Candidatos                             | Donald Trump | Ted Cruz | Marco Rubio | John Kasich | Ben Carson | Jeb Bush | Rand Paul | Abstenciones |
| -------------------------------------- | ------------ | -------- | ----------- | ----------- | ---------- | -------- | --------- | ------------ |
| Alabama (50 delegados)                 | 36           | 13       | 1           | 0           | 0          | 0        | 0         | 0            |
| Alaska (28 delegados)                  | 28           | 0        | 0           | 0           | 0          | 0        | 0         | 0            |
| Samoa Americana (9 delegados)          | 9            | 0        | 0           | 0           | 0          | 0        | 0         | 0            |
| Arizona (58 delegados)                 | 58           | 0        | 0           | 0           | 0          | 0        | 0         | 0            |
| Arkansas (40 delegados)                | 25           | 15       | 0           | 0           | 0          | 0        | 0         | 0            |
| California (172 delegados)             | 172          | 0        | 0           | 0           | 0          | 0        | 0         | 0            |
| Colorado (37 delegados)                | 4            | 31       | 0           | 0           | 0          | 0        | 0         | 2            |
| Connecticut (28 delegados)             | 28           | 0        | 0           | 0           | 0          | 0        | 0         | 0            |
| Delaware (16 delegados)                | 16           | 0        | 0           | 0           | 0          | 0        | 0         | 0            |
| Distrito de Columbia (19 delegados)    | 19           | 0        | 0           | 0           | 0          | 0        | 0         | 0            |
| Florida (99 delegados)                 | 99           | 0        | 0           | 0           | 0          | 0        | 0         | 0            |
| Georgia (76 delegados)                 | 42           | 18       | 16          | 0           | 0          | 0        | 0         | 0            |
| Guam (9 delegados)                     | 9            | 0        | 0           | 0           | 0          | 0        | 0         | 0            |
| Hawái (19 delegados)                   | 11           | 7        | 1           | 0           | 0          | 0        | 0         | 0            |
| Idaho (32 delegados)                   | 12           | 20       | 0           | 0           | 0          | 0        | 0         | 0            |
| Illinois (69 delegados)                | 54           | 9        | 0           | 6           | 0          | 0        | 0         | 0            |
| Indiana (57 delegados)                 | 57           | 0        | 0           | 0           | 0          | 0        | 0         | 0            |
| Iowa (30 delegados)                    | 30           | 0        | 0           | 0           | 0          | 0        | 0         | 0            |
| Kansas (40 delegados)                  | 9            | 24       | 6           | 1           | 0          | 0        | 0         | 0            |
| Kentucky (46 delegates)                | 17           | 15       | 7           | 7           | 0          | 0        | 0         | 0            |
| Luisiana (46 delegados)                | 31           | 15       | 0           | 0           | 0          | 0        | 0         | 0            |
| Maine (23 delegados)                   | 9            | 12       | 0           | 2           | 0          | 0        | 0         | 0            |
| Maryland (38 delegates)                | 38           | 0        | 0           | 0           | 0          | 0        | 0         | 0            |
| Massachusetts (42 delegados)           | 22           | 4        | 8           | 8           | 0          | 0        | 0         | 0            |
| Míchigan (59 delegados)                | 51           | 6        | 0           | 2           | 0          | 0        | 0         | 0            |
| Minnesota (38 delegados)               | 8            | 13       | 17          | 0           | 0          | 0        | 0         | 0            |
| Misisipi (40 delegados)                | 25           | 15       | 0           | 0           | 0          | 0        | 0         | 0            |
| Misuri (52 delegados)                  | 41           | 11       | 0           | 0           | 0          | 0        | 0         | 0            |
| Montana (27 delegados)                 | 27           | 0        | 0           | 0           | 0          | 0        | 0         | 0            |
| Nebraska (36 delegados)                | 36           | 0        | 0           | 0           | 0          | 0        | 0         | 0            |
| Nevada (30 delegados)                  | 14           | 6        | 7           | 1           | 2          | 0        | 0         | 0            |
| Nuevo Hampshire (23 delegados)         | 11           | 3        | 2           | 4           | 0          | 3        | 0         | 0            |
| Nueva Jersey (51 delegados)            | 51           | 0        | 0           | 0           | 0          | 0        | 0         | 0            |
| Nuevo México (24 delegados)            | 24           | 0        | 0           | 0           | 0          | 0        | 0         | 0            |
| Nueva York (95 delegados)              | 89           | 0        | 0           | 6           | 0          | 0        | 0         | 0            |
| Carolina del Norte (72 delegados)      | 29           | 27       | 6           | 9           | 1          | 0        | 0         | 0            |
| Dakota del Norte (28 delegados)        | 21           | 6        | 0           | 0           | 1          | 0        | 0         | 0            |
| Islas Marianas del Norte (9 delegados) | 9            | 0        | 0           | 0           | 0          | 0        | 0         | 0            |
| Ohio (66 delegados)                    | 0            | 0        | 0           | 66          | 0          | 0        | 0         | 0            |
| Oklahoma (43 delegados)                | 24           | 19       | 0           | 0           | 0          | 0        | 0         | 0            |
| Oregón (28 delegados)                  | 23           | 5        | 0           | 0           | 0          | 0        | 0         | 0            |
| Pensilvania (71 delegados)             | 70           | 1        | 0           | 0           | 0          | 0        | 0         | 0            |
| Puerto Rico (23 delegados)             | 0            | 0        | 23          | 0           | 0          | 0        | 0         | 0            |
| Rhode Island (19 delegados)            | 12           | 2        | 0           | 5           | 0          | 0        | 0         | 0            |
| Carolina del Sur (50 delegados)        | 50           | 0        | 0           | 0           | 0          | 0        | 0         | 0            |
| Dakota del Sur (29 delegados)          | 29           | 0        | 0           | 0           | 0          | 0        | 0         | 0            |
| Tennessee (58 delegados)               | 33           | 16       | 9           | 0           | 0          | 0        | 0         | 0            |
| Texas (155 delegados)                  | 48           | 104      | 3           | 0           | 0          | 0        | 0         | 0            |
| Utah (40 delegados)                    | 40           | 0        | 0           | 0           | 0          | 0        | 0         | 0            |
| Vermont (16 delegados)                 | 13           | 0        | 0           | 1           | 0          | 0        | 2         | 0            |
| Islas Vírgenes (9 delegados)           | 8            | 0        | 0           | 0           | 0          | 0        | 0         | 1            |
| Virginia (49 delegados)                | 17           | 8        | 16          | 5           | 3          | 0        | 0         | 0            |
| Washington (44 delegados)              | 44           | 0        | 0           | 0           | 0          | 0        | 0         | 0            |
| Virginia Occidental (34 delegados)     | 34           | 0        | 0           | 0           | 0          | 0        | 0         | 0            |
| Wisconsin (42 delegados)               | 6            | 36       | 0           | 0           | 0          | 0        | 0         | 0            |
| Wyoming (29 delegados)                 | 3            | 23       | 1           | 2           | 0          | 0        | 0         | 0            |
| Estados y territorios ganados          | 46           | 7        | 2           | 1           | 0          | 0        | 0         | 0            |
| Número total de delegados              | 1,725        | 484      | 123         | 125         | 7          | 3        | 2         | 3            |

### Partido Demócrata
|  | Hillary Clinton (40) Bernie Sanders (16) |

Primer lugar en votación nominal en la convención

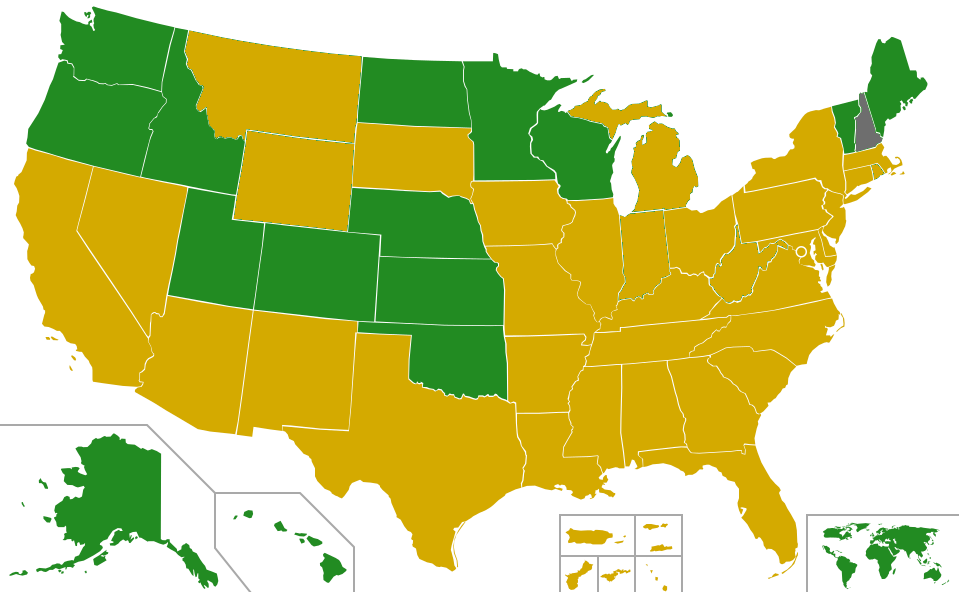
Primer lugar en votos de delegados por Estado.
Hillary Clinton (40)
Bernie Sanders (16)

La Convención Nacional Demócrata se realizó del 25 al 28 de julio del 2016, en Filadelfia, Pensilvania. Hillary Clinton y Tim Kaine fueron oficialmente nominados.

#### Candidaturas
| Candidatos a la nominación del Partido Demócrata |                                     |                                         |                                            |                                             |                                  |
| Hillary Clinton                                  | Bernie Sanders                      | Martin O'Malley                         | Lawrence Lessig                            | Lincoln Chafee                              | Jim Webb                         |
|                                                  |                                     |                                         |                                            | 150                                         |                                  |
| 67.ª secretaria de Estado (2009-2013)            | Senador por Vermont (2007-presente) | 61.ª gobernador de Maryland (2011-2015) | Profesor de Derecho de Harvard (2009-2016) | 74.ª gobernador de Rhode Island (2011-2015) | Senador por Virginia (2007-2013) |
|                                                  |                                     | R: 1 de febrero                         | R: 2 de noviembre                          | R: 23 de octubre                            | R: 20 de octubre                 |
| [ 48 ] [ 49 ] [ 50 ]                             | [ 105 ]                             | [ 106 ]                                 | [ 59 ]                                     | [ 107 ] [ 108 ]                             |                                  |

#### Resultados de la convención Demócrata
| Candidatos                    | Hillary Clinton | Bernie Sanders | Abstenciones |
| ----------------------------- | --------------- | -------------- | ------------ |
| Alabama                       | 50              | 9              | 1            |
| Alaska                        | 6               | 14             | 0            |
| Samoa Americana               | 8               | 3              | 0            |
| Arizona                       | 51              | 34             | 0            |
| Arkansas                      | 27              | 10             | 0            |
| California                    | 330             | 221            | 0            |
| Colorado                      | 36              | 41             | 1            |
| Connecticut                   | 44              | 27             | 0            |
| Delaware                      | 23              | 9              | 0            |
| Democrats Abroad              | 7               | 10             | 0            |
| Distrito de Columbia          | 39              | 5              | 0            |
| Florida                       | 163             | 72             | 11           |
| Georgia                       | 87              | 29             | 1            |
| Guam                          | 9               | 2              | 1            |
| Hawái                         | 15              | 19             | 0            |
| Idaho                         | 7               | 20             | 0            |
| Illinois                      | 98              | 74             | 11           |
| Indiana                       | 48              | 43             | 1            |
| Iowa                          | 30              | 21             | 0            |
| Kansas                        | 14              | 23             | 0            |
| Kentucky                      | 33              | 27             | 0            |
| Luisiana                      | 45              | 14             | 0            |
| Maine                         | 12              | 18             | 0            |
| Maryland                      | 84              | 36             | 0            |
| Massachusetts                 | 68              | 46             | 1            |
| Míchigan                      | 81              | 66             | 0            |
| Minnesota                     | 42              | 47             | 4            |
| Misisipi                      | 33              | 7              | 1            |
| Misuri                        | 49              | 35             | 0            |
| Montana                       | 14              | 12             | 1            |
| Nebraska                      | 13              | 16             | 0            |
| Nevada                        | 27              | 16             | 1            |
| Nuevo Hampshire               | 16              | 16             | 0            |
| Nueva Jersey                  | 90              | 45             | 7            |
| Nuevo México                  | 27              | 16             | 0            |
| Nueva York                    | 181             | 108            | 2            |
| Carolina del Norte            | 70              | 48             | 2            |
| Dakota del Norte              | 7               | 14             | 2            |
| Islas Marianas del Norte      | 9               | 2              | 0            |
| Ohio                          | 98              | 62             | 0            |
| Oklahoma                      | 20              | 22             | 0            |
| Oregón                        | 34              | 38             | 2            |
| Pensilvania                   | 126             | 82             | 0            |
| Puerto Rico                   | 44              | 23             | 0            |
| Rhode Island                  | 19              | 13             | 1            |
| Carolina del Sur              | 46              | 13             | 0            |
| Dakota del Sur                | 15              | 10             | 0            |
| Tennessee                     | 50              | 23             | 2            |
| Texas                         | 179             | 72             | 0            |
| Utah                          | 8               | 29             | 0            |
| Vermont                       | 4               | 22             | 0            |
| Islas Vírgenes                | 12              | 0              | 0            |
| Virginia                      | 75              | 33             | 0            |
| Washington                    | 42              | 74             | 2            |
| Virginia Occidental           | 19              | 18             | 0            |
| Wisconsin                     | 47              | 49             | 0            |
| Wyoming                       | 11              | 7              | 0            |
| Sin asignar                   | 0               | 0              | 1            |
| Estados y territorios ganados | 40              | 16             | 1            |
| Número total de delegados     | 2842            | 1865           | 56           |

### Partido Verde
- 4-7 de agosto de 2016: la convención del partido verde se llevó a cabo en Houston, Texas.[112][113]

## Campaña

### Partido Republicano
La primera convención en realizarse fue la republicana. En ella Donald Trump (empresario y figura de televisión quien nunca había ocupado un cargo público) fue ratificado candidato por los delegados junto a su candidato vicepresidencial al gobernador Mike Pence, cristiano religioso del ala evangélica del Partido, algo estratégico, ya que es el ala con la que Trump fue más débil durante la precampaña, perdiendo en algunos estados importantes de esta población ante Cruz, aunque ganando también en otros. En la Convención Nacional Demócrata destacó el discurso emitido por el matrimonio Khan, padres de un soldado musulmán muerto en el cumplimiento de su deber en Irak en contra de Donald J. Trump por su trato xenófobo hacia los musulmanes y otros grupos sociales y religiosos. Trump respondió airadamente al matrimonio lo que según algunos analistas pudo costarle caro, especialmente entre los veteranos y sus familiares. El senador y excandidato republicano John McCain, también veterano de guerra, criticó a Trump por ello. Esto sumado a otras polémicas de Trump, como pedirle a Rusia que hackeara las cuentas de Clinton o hacer un llamado a las personas en contra del control de armas a detener a Clinton causaron grave daño a su candidatura. Trump empezó a bajar en las encuestas después de esto, tras haberlas encabezado por un tiempo.
En su discurso económico Trump manifestó también su desea de revisar el NAFTA y otros acuerdos de libre comercio al tiempo que bajaría los impuestos, aunque afirmó también que buscaría que los más ricos paguen proporcionalmente siempre que se permita el florecimiento de la industria para la creación de empleos. También criticó la OTAN y culpó al gobierno de Obama por la creación de ISIS. Clinton respondió al respecto que las políticas económicas de Trump causarían recesión, al tiempo que Obama reaccionó molesto por el tema de ISIS.
En agosto unos 70 líderes y dirigentes republicanos pidieron a las autoridades del partido el cesar el apoyo a Trump y no invertir más en su campaña presidencial, que consideran perdida tras su desplome en las encuestas, sugiriendo en cambio utilizar los fondos en la campaña para congresistas, alegando que muchos candidatos republicanos al Congreso se encuentran abajo en las encuestas. Paul Ryan, presidente del Congreso manifestó que "Si la presidencia puede estar perdida, no perdamos nuestro Congreso republicano o le daríamos un cheque en blanco a Hillary Clinton".
A principios de octubre de 2016 la ventilación pública de una comprometedora grabación de Donald Trump donde se expresaba en términos muy polémicos sobre las mujeres, asegurando que "por ser famoso las mujeres se le ofrecían". Esto causó que más de quince gobernadores y senadores republicanos le retiraran su apoyo y le solicitaran la renuncia a favor de Pence. Esto también provocó reacciones de condena por parte de destacados republicanos como Mitt Romney, Arnold Schwarzenegger, el propio compañero de fórmula Mike Pence (quien sin embargo destacó que Trump se había disculpado), así como de otra figuras como el actor Robert De Niro quién incluso aseguró que deseaba golpearlo. Trump se disculpó públicamente por los comentarios y aprovechó para realizar ataques contra Bill Clinton asegurando que el expresidente se había expresado aún peor de mujeres, y aseguró que no renunciaría a su candidatura. Trump consideró también que existían medios de comunicación deshonestos y que los medios eran el enemigo del pueblo estadounidense. El expresidente George W. Bush expresó su desacuerdo con dicha declaración.
Otro de los aspectos que marcó el desarrollo de la campaña fueron los comentarios xenófobos por parte de Trump hacia los países latinos, especialmente hacia México considerando que los inmigrantes mexicanos eran "criminales" y "violadores", argumento del que no se retractó durante los siguientes meses y que ratificó al externar su deseo de construir un muro fronterizo que limitará a México de los Estados Unidos.
Durante el segundo debate presidencial, Trump generó polémica al amenazar a Hillary Clinton de enjuiciarla y meterla a la cárcel si él resultaba ganador. Trump alegó: Asignaré a un fiscal especial para que se encargue de tu caso. En respuesta Clinton argumentó que alguien con el temperamento de Donald no puede ser dirigente del país. Trump entrometió y respondió abruptamente: porque estarías en la cárcel. El tercer debate presidencial cobró especial atención cuando Donald J. Trump declaró que no aceptaría el resultado de la elección si éste no le favorecía.

### Partido Demócrata
El primer mitin público de Hillary Clinton se llevó a cabo el 30 de marzo de 2016 en New York, en el teatro Apollo. Ahí Clinton alegó: "Necesitamos un presidente que ayude a abatir todas las barreras que limitan a los estadounidenses, no sólo algunas. Es también importante abordar la desigualdad racial y la discriminación", aseveró. Clinton escogió al senador Tim Kaine como candidato a la vicepresidencia. La campaña demócrata por la presidencia arrancó oficialmente el 30 de julio cuando Clinton y Klaine visitaron la universidad de Temple en Filadelfia. Sin embargo, desde un inicio se vio afectada, consecuencia de una publicación del diario The New York Times en donde se revelaba que Clinton había enviado y recibido correos desde un servidor privado durante sus funciones como secretaria de Estado durante el gobierno de Barack Obama. A pesar de que Clinton pidió disculpas por ello, el FBI alertó de que el mal manejo de la información clasificada podía haber ocasionado el espionaje del gobierno ruso y de otras agencias de inteligencia. Donald Trump sostuvo que Clinton había borrado alrededor de 3000 correos electrónicos, algunos de ellos filtrados gracias a la plataforma WikiLeaks. En ellos, se revelaba que Clinton planeaba realizar una intervención secreta en Siria, según declaró ante la banca de inversionistas Goldman Sachs. 
Durante julio de 2016, el Departamento de Justicia confirmó que no tomaría acciones legales contra Clinton por el uso de un servidor privado, sin embargo apenas una semana antes de la elección, el FBI reabrió la investigación al anunciar que se habían encontrado mensajes potencialmente pertinentes a la investigación.
Las filtraciones generaron también la teoría conspirativa de que John Podesta, jefe de campaña de Clinton había encubierto a pederastas de la ciudad de Nueva York, de lo cual la propia Clinton había estado enterada. Otra de ellas fue originada por la propia Clinton cuando en enero de 2016 declaró que de llegar a la presidencia desclasificaría archivos relacionados al área 51. Podesta diría a CNN que la población tenía derecho a saber lo que pasaba con fenómenos aéreos no identificados.
El 30 de septiembre, Clinton tomó como referencia un informe de la revista Newsweek que señalaba a Donald Trump de realizar negociaciones secretas en Cuba,
pese a que aún estaban vigentes las sanciones de Washington que lo permitían. Por otro lado, la actitud de Clinton durante los debates fue elogiada por mantener la calma y la serenidad. Su popularidad subió notablemente después del primer debate. Hillary recibió además el apoyo de numerosas celebridades como Meryl Streep, Sigourney Weaver y Leonardo DiCaprio.
El 7 de noviembre, Clinton cerró campaña haciendo paradas hasta la medianoche en Pensilvania, Míchigan y Carolina del Norte. El presidente Barack Obama y su esposa Michelle Obama la acompañaron en él.

### Minoritarios
Los candidatos minoritarios o de "terceros partidos", como se les conoce en Estados Unidos, Gary Johnson (del Partido Libertario) y Jill Stein (del Partido Verde) muestran un respaldo inusual en las encuestas (8 a 14 % en el caso del libertario y 4 % en el caso de la ecologista) lo que algunos analistas consideran es un efecto de la insatisfacción de los votantes republicanos y demócratas con los candidatos de sus partidos, así como de muchos independientes.

## Expresiones, frases y declaraciones notables

### Lemas de campaña
- Hillary Clinton: Stronger Together (Más fuertes juntos)
- Donald Trump: Make America Great Again (Hacer a Estados Unidos grande de nuevo)
- Gary Johnson: Live Free (Vive libre)
- Jill Stein: #ItsInOurHands (Está en nuestras manos)
- Darrell Castle: Preserve Protect Defend The Constitution (Preservar, proteger y defender la Constitución)
- Evan McMullin: It's never too late! (Nunca es demasiado tarde)

## Debates
La Comisión de Debates Presidenciales (CPD, por sus siglas en inglés), una organización sin fines de lucro, organizó debates entre los candidatos presidenciales y vicepresidenciales calificados. Según el sitio web de la comisión, para ser elegible para optar por participar en los debates anticipados, "además de ser constitucionalmente elegibles, los candidatos deben aparecer en un número suficiente de boletas estatales para tener una posibilidad matemática de ganar un voto mayoritario en el Colegio Electoral, y tener un nivel de apoyo de al menos el 15 por ciento del electorado nacional según lo determinado por cinco organizaciones nacionales de encuestas de opinión pública seleccionadas. utilizando el promedio de los resultados más recientes de esas organizaciones informados públicamente en el momento de la determinación".
El primer debate presidencial entre Hillary Clinton y Donald Trump fue el debate más visto en la historia de los Estados Unidos, con alrededor de 84 millones de espectadores. Los temas discutidos fueron la economía, los planes de los candidatos para derrotar a ISIS, seguridad nacional y la "dirección" del país, según informó la Comisión de Debates. El moderador del primer debate fue el presentador de NBC News, Lester Holt.
El segundo debate entre Clinton y Trump fue del estilo town hall, en el que los candidatos participantes reciben preguntas de los moderadores y de la audiencia, conformada por 40 votantes indecisos.

## Estados pendulares(swing states)para 2016

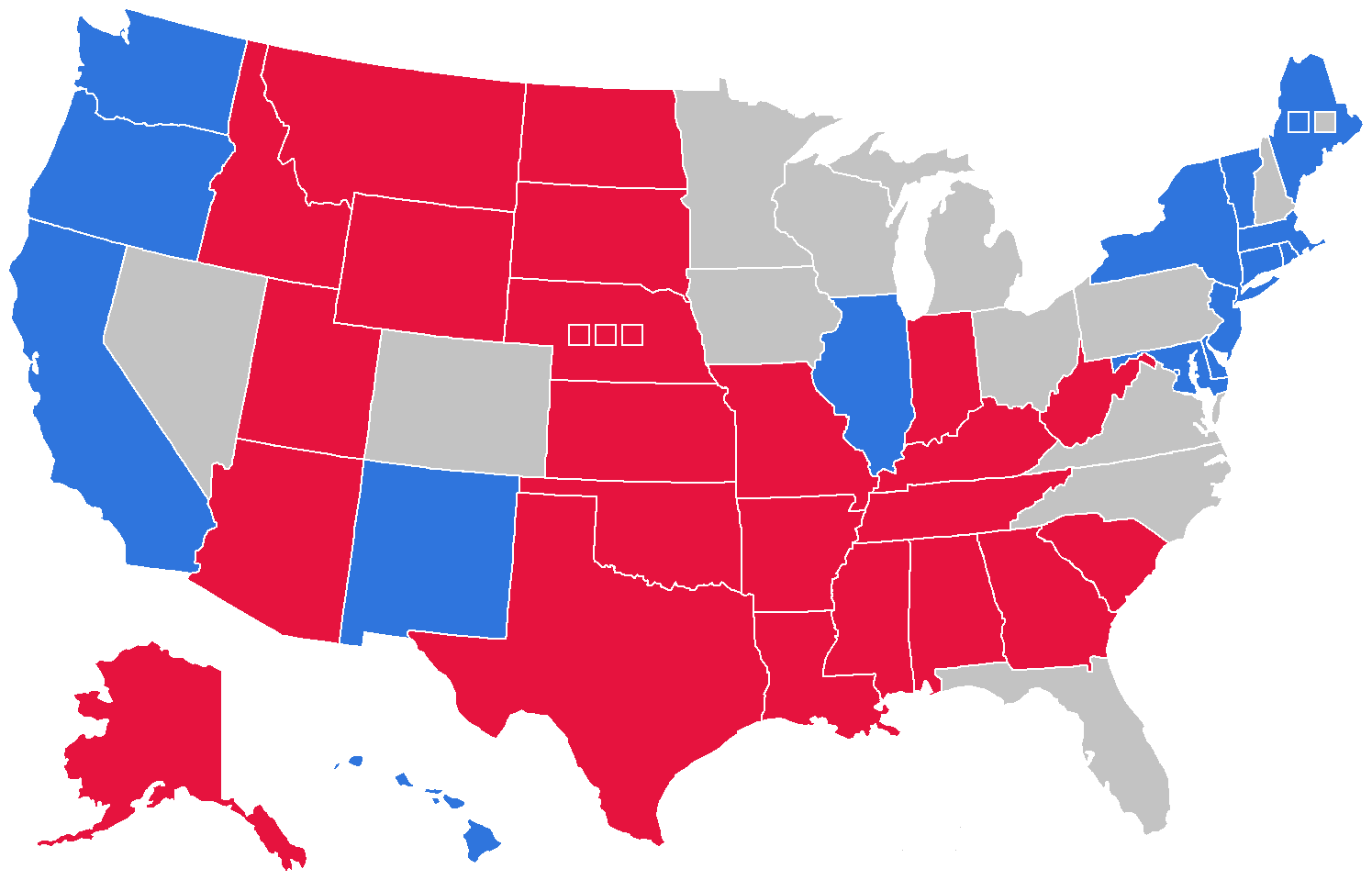
Los estados en rojo, son los estados calificados como "seguros" para los Republicanos, los estados en azul son los estados calificados como "seguros" para los Demócratas, y los estados en gris son los denominados, swing states

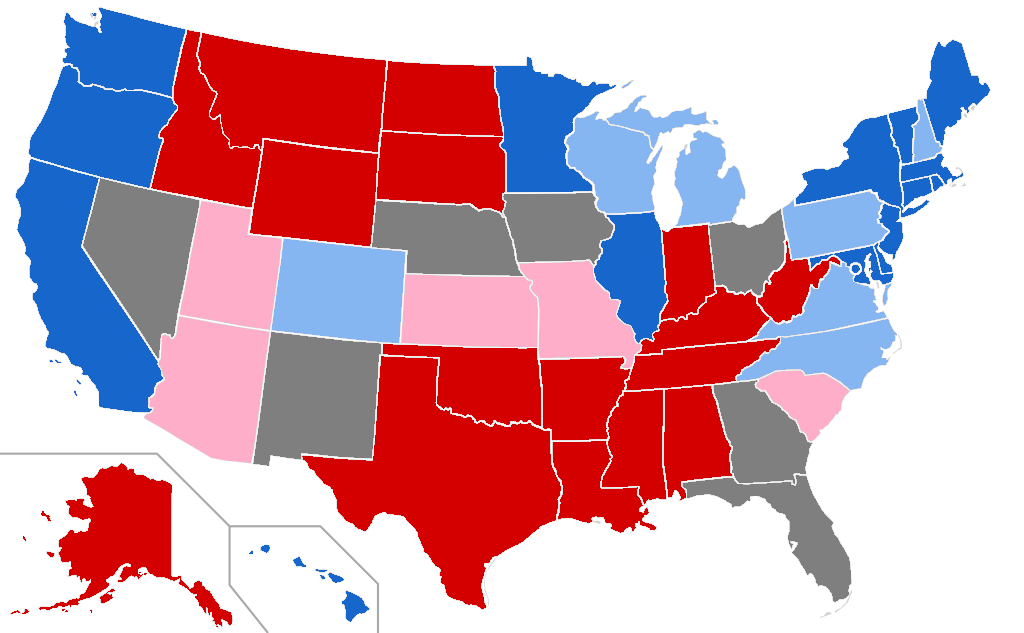
Predicción del mapa electoral de NBC
Sólido (Trump)
Pequeña ventaja (Trump)
Competitivo
Pequeña ventaja (Clinton)
Sólido (Clinton)

En todos los estados, excepto Maine y Nebraska, el ganador del voto popular en el estado gana todos los votos electorales del estado (aunque las legislaturas estatales pueden, por ley, cambiar cómo se eligen a los electores). Maine y Nebraska utilizan el "método de distrito del Congreso", en el que el ganador del estado recibe dos votos electorales y los candidatos reciben votos electorales adicionales para cada distrito del que ganan. Recientes campañas presidenciales han centrado generalmente sus recursos en un número relativamente pequeño de estados competitivos. Estados clave incluyen Nevada, Colorado, Iowa, Ohio, Pensilvania, Nuevo Hampshire, Virginia, Carolina del Norte y Florida. Otros objetivos para los Demócratas, incluyen el segundo distrito del Congreso de Nebraska, Misuri, Indiana, Montana, Arizona y Georgia. Mientras tanto, los republicanos pueden también dirigirse el segundo distrito de Maine, Oregón y Nuevo México. Otros estados también pueden llegar a ser competitivos si los swing states de 2016 difieren de los de las elecciones de 2012, 2016 o si se convierte en una victoria para alguno de los partidos.

### Predicciones
Varios sitios y personas publican predicciones de estados competitivos. La mayoría de los predictores electorales utilizan "competitivo" para indicar que ninguna de los candidatos tienen ventaja, "Inclinándose a" para indicar que un partido tiene una ligera ventaja, "probable" para indicar que un partido tiene una ventaja significativa, pero no insuperables, y "seguro" o "sólido" para indicar que un partido tiene una oportunidad casi segura de la victoria. Todos los estados clasificados con al menos una calificación que no sea "seguro" o "sólido" se enumeran a continuación.
| Estados                                | Votos Electorales | Resultados en 2012 | Cook 27 de mayo de 2016    | Sabato 23 de junio de 2016 | Roth 1 de julio de 2016     | RCP 13 de julio de 2016     | Última vez que cambió |
| -------------------------------------- | ----------------- | ------------------ | -------------------------- | -------------------------- | --------------------------- | --------------------------- | --------------------- |
| Colorado                               | 9                 | Obama (D) 51.5 %   | competitivo                | competitivo                | Pequeña ventaja (Demócrata) | competitivo                 | 2004                  |
| Florida                                | 29                | Obama (D) 50.1 %   | competitivo                | competitivo                | competitivo                 | Competitivo                 | 2004                  |
| Georgia                                | 16                | Romney (R) 53.3 %  | Inclinándose (Republicano) | Inclinándose (Republicano) | Probable (Republicano)      | Inclinándose (Republicano)  | 1992                  |
| Iowa                                   | 6                 | Obama (D) 51.9 %   | Competitivo                | Probable (Republicano)     | Competitivo                 | Probable (Republicano)      | 2004                  |
| Segundo Distrito congresional de Maine | 1                 | Obama (D) 52.9 %   | Probable (Republicano)     | Inclinándose (Republicano) | Competitivo                 | Inclinándose (Republicano)  | 1988                  |
| Míchigan                               | 16                | Obama (D) 54.2 %   | Inclinándose (Demócrata)   | Probable (Demócrata)       | Probable (Demócrata)        | Inclinándose (Demócrata)    | 1988                  |
| Misuri                                 | 10                | Romney (R) 53.8 %  | Probable (Republicano)     | Probable (Republicano)     | Probable (Republicano)      | Inclinándose (Republicano)  | 1996                  |
| Nevada                                 | 6                 | Obama (D) 52.4 %   | Competitivo                | Competitivo                | Competitivo                 | Competitivo                 | 2004                  |
| Nuevo Hampshire                        | 4                 | Obama (D) 52.0 %   | sólido (Demócrata)         | Inclinándose (Demócrata)   | Pequeña ventaja (Demócrata) | Inclinándose (Demócrata)    | 2004                  |
| Carolina del Norte                     | 15                | Romney (R) 50.4 %  | Competitivo                | Competitivo                | Competitivo                 | Competitivo                 | 2008                  |
| Ohio                                   | 18                | Obama (D) 50.7 %   | Inclinándose (Republicano) | Inclinándose (Republicano) | Competitivo                 | Competitivo                 | 2004                  |
| Pensilvania                            | 20                | Obama (D) 52.0 %   | Inclinándose (Demócrata)   | Inclinándose (Demócrata)   | Inclinándose (Demócrata)    | Competitivo                 | 1988                  |
| Virginia                               | 13                | Obama (D) 51.2 %   | Inclinándose (Demócrata)   | sólido (Demócrata)         | Pequeña ventaja (Demócrata) | Pequeña ventaja (Demócrata) | 2004                  |
| Wisconsin                              | 10                | Obama (D) 52.8 %   | Inclinándose (Demócrata)   | Probable (Demócrata)       | Pequeña ventaja (Demócrata) | Pequeña ventaja (Demócrata) | 1988                  |

## Encuestas de opinión

### Promedio de Encuestas hacia la elección general
| Encuestadora      | Fecha               | Hillary Clinton Demócrata | Donald Trump Republicano | Gary Johnson Libertario | Jill Stein Verde | Ventaja |
| ----------------- | ------------------- | ------------------------- | ------------------------ | ----------------------- | ---------------- | ------- |
| Encuestadora      | Fecha               |                           |                          |                         |                  | Ventaja |
| Dos candidatos    | Real Clear Politics | 47.9%                     | 42.0%                    |                         |                  | +5.9    |
| Dos candidatos    | HuffPost Pollster   | 47.9 %                    | 40.6 %                   | +7.3                    |                  |         |
| Cuatro candidatos | Real Clear Politics | 45.0 %                    | 39.4 %                   | 6.0 %                   | 2.2 %            | +5.6    |

### Clinton/Kaine (D) vs. Trump/Pence (R)
| Encuestadora           | Fecha                  | Hillary Clinton Demócrata | Donald Trump Republicano | Ventaja |
| ---------------------- | ---------------------- | ------------------------- | ------------------------ | ------- |
| Encuestadora           | Fecha                  |                           |                          | Ventaja |
| CNN/ORC                | 29-31 de julio de 2016 | 52.0 %                    | 43.0 %                   | +9.0 %  |
| CBS News               | 29-31 de julio de 2016 | 46.0 %                    | 39.0 %                   | +7.0 %  |
| Morning Consult        | 29-30 de julio de 2016 | 43.0 %                    | 40.0 %                   | +3.0 %  |
| CNN/ORC                | 22-24 de julio de 2016 | 45.0 %                    | 48.0 %                   | +3.0 %  |
| CBS News               | 22-24 de julio de 2016 | 43.0 %                    | 44.0 %                   | +1.0 %  |
| LA Times/USC           | 18-24 de julio de 2016 | 41.0 %                    | 45.0 %                   | +4.0 %  |
| Gravis                 | 21-22 de julio de 2016 | 49.0 %                    | 51.0 %                   | +2.0 %  |
| Reuters/Ipsos          | 16-20 de julio de 2016 | 40.0 %                    | 36.0 %                   | +4.0 %  |
| Rasmussen Reports      | 18-19 de julio de 2016 | 42.0 %                    | 43.0 %                   | +1.0 %  |
| NBC News/Survey Monkey | 11-17 de julio de 2016 | 46.0 %                    | 45.0 %                   | +1.0 %  |
| CNN/ORC                | 13-16 de julio de 2016 | 49.0 %                    | 42.0 %                   | +7.0 %  |
| ABC News/Wash Post     | 11-14 de julio de 2016 | 47.0 %                    | 43.0 %                   | +4.0    |
| NBC News/Wall St. Jrnl | 9-13 de julio de 2016  | 46.0 %                    | 41.0 %                   | +5.0    |
| CBS News/NY Times      | 8-12 de julio de 2016  | 40.0 %                    | 40.0 %                   | Empate  |
| Rasmussen Reports      | 12-13 de julio de 2016 | 37.0 %                    | 44.0 %                   | +7.0    |
| Economist/YouGov       | 9-11 de julio de 2016  | 45.0 %                    | 43.0 %                   | +2.0    |
| Fox News               | 26-28 de junio de 2016 | 44.0 %                    | 38.0 %                   | +6.0    |
| CNN/ORC                | 16-19 de junio de 2016 | 47.0 %                    | 42.0 %                   | +5.0    |
| ABC News/Wash Post     | 16-19 de mayo de 2016  | 44.0 %                    | 46.0 %                   | +2.0    |

### Clinton/Kaine (D) vs. Trump/Pence (R) vs. Johnson/Weld (L)
| Encuestador       | Fecha                  | Clinton/Kaine | Trump/Pence | Johnson/Weld | Ventaja |
| ----------------- | ---------------------- | ------------- | ----------- | ------------ | ------- |
| CBS News/NY Times | 8-12 de julio de 2016  | 36.0 %        | 36.0 %      | 12.0 %       | empate  |
| McClatchy/Marist  | 5-9 de julio de 2016   | 40.0 %        | 35.0 %      | 10.0 %       | +5      |
| Rasmussen Reports | 5 de julio de 2016     | 38.0 %        | 40.0 %      | 9.0 %        | +2      |
| Reuters/Ipsos     | 2-6 de julio de 2016   | 42.0 %        | 33.0 %      | 6.0 %        | +9      |
| Economist/YouGov  | 2-4 de julio de 2016   | 42.0 %        | 37.0 %      | 4.0 %        | +5      |
| Fox News          | 26-28 de julio de 2016 | 41.0 %        | 36.0 %      | 10.0 %       | +5      |

### Encuestas a nivel estatal

| Estado              | Fecha                           | Votos Electorales | Hillary Clinton | Donald Trump | Ventaja |
| ------------------- | ------------------------------- | ----------------- | --------------- | ------------ | ------- |
| Arizona             | 22-23 de junio de 2016          | 11                | 40 %            | 44 %         | 4       |
| Arkansas            | 21 de junio de 2016             | 6                 | 36 %            | 47 %         | 11      |
| California          | 8 de junio-2 de julio de 2016   | 55                | 51 %            | 27 %         | 24      |
| Colorado            | 9-12 de julio de 2016           | 9                 | 37 %            | 28 %         | 9       |
| Connecticut         | 1-5 de junio de 2016            | 7                 | 41 %            | 36 %         | 5       |
| Florida             | 5-11 de julio de 2016           | 29                | 41 %            | 36 %         | 5       |
| Georgia             | 27-30 de mayo de 2016           | 16                | 38 %            | 45 %         | 7       |
| Idaho               | 18 de mayo-4 de junio de 2016   | 4                 | 32 %            | 49 %         | 17      |
| Illinois            | 14-16 de julio de 2016          | 20                | 51 %            | 34 %         | 17      |
| Indiana             | 11-15 de mayo de 2016           | 11                | 31 %            | 40 %         | 9       |
| Iowa                | 13-15 de julio de 2016          | 6                 | 39 %            | 40 %         | 1       |
| Kansas              | 8-11 de julio de 2016           | 6                 | 36 %            | 47 %         | 11      |
| Kentucky            | 5-7 de julio de 2016            | 8                 | 28 %            | 34 %         | 6       |
| Luisiana            | 5-6 de mayo de 2016             | 8                 | 36 %            | 52 %         | 16      |
| Maine               | 15-21 de junio de 2016          | 4                 | 42 %            | 35 %         | 7       |
| Maryland            | 15-17 de abril de 2016          | 10                | 61 %            | 28 %         | 33      |
| Massachusetts       | 2-5 de mayo de 2016             | 11                | 55 %            | 31 %         | 24      |
| Míchigan            | 13-15 de julio de 2016          | 16                | 42 %            | 39 %         | 3       |
| Minnesota           | 25-27 de abril de 2016          | 10                | 48 %            | 35 %         | 13      |
| Misuri              | 11-12 de julio de 2016          | 10                | 36 %            | 46 %         | 10      |
| Nevada              | 7-10 de julio de 2016           | 6                 | 45 %            | 41 %         | 4       |
| Nuevo Hampshire     | 24-28 de junio de 2016          | 4                 | 47 %            | 42 %         | 5       |
| Nueva Jersey        | 22-26 de junio de 2016          | 14                | 44 %            | 32 %         | 12      |
| Nuevo México        | 13-15 de mayo de 2016           | 5                 | 41 %            | 33 %         | 8       |
| Nueva York          | 22-28 de junio de 2016          | 29                | 54 %            | 31 %         | 23      |
| Carolina del Norte  | 5-11 de julio de 2016           | 15                | 42 %            | 36 %         | 6       |
| Ohio                | 30 de junio-11 de julio de 2016 | 18                | 36 %            | 37 %         | 1       |
| Oklahoma            | 2-4 de mayo de 2016             | 7                 | 28 %            | 48 %         | 20      |
| Oregón              | 23-27 de junio de 2016          | 7                 | 46 %            | 32 %         | 14      |
| Pensilvania         | 30 de junio-11 de julio de 2016 | 20                | 34 %            | 40 %         | 6       |
| Tennessee           | 25 de abril-11 de mayo de 2016  | 11                | 35 %            | 44 %         | 9       |
| Texas               | 10-20 de junio de 2016          | 38                | 32 %            | 39 %         | 7       |
| Utah                | 8-17 de junio de 2016           | 6                 | 27 %            | 36 %         | 9       |
| Vermont             | 27 de junio-1 de julio de 2016  | 3                 | 39 %            | 24 %         | 15      |
| Virginia            | 9-12 de julio de 2016           | 13                | 39 %            | 34 %         | 5       |
| Washington          | 14-15 de junio de 2016          | 12                | 49 %            | 37 %         | 12      |
| Virginia Occidental | 29 de abril-1 de mayo de 2016   | 5                 | 30 %            | 57 %         | 27      |
| Wisconsin           | 7-10 de julio de 2016           | 10                | 43 %            | 37 %         | 6       |
|                     |                                 |                   |                 |              |         |

### Preelectorales

#### Elección general
| Encuestadora                                                           | Candidato demócrata | %      | Candidato republicano | %      | Ventaja % |
| ---------------------------------------------------------------------- | ------------------- | ------ | --------------------- | ------ | --------- |
| Real Clear Politics                                                    | Hillary Clinton     | 47.3 % | Donald Trump          | 41.0 % | 6.3       |
| Real Clear Politics                                                    | Hillary Clinton     | 44.0 % | Marco Rubio           | 48.0 % | 4.0       |
| Real Clear Politics                                                    | Hillary Clinton     | 45.4 % | Ted Cruz              | 46.2 % | 0.8       |
| Real Clear Politics                                                    | Hillary Clinton     | 40.3 % | John Kasich           | 47.7 % | 7.4       |
| Real Clear Politics                                                    | Bernie Sanders      | 50.8 % | Donald Trump          | 40.8 % | 10.0      |
| Real Clear Politics                                                    | Bernie Sanders      | 47.3 % | Marco Rubio           | 44.0 % | 3.3       |
| Real Clear Politics                                                    | Bernie Sanders      | 50.0 % | Ted Cruz              | 40.3 % | 9.7       |
| Real Clear Politics                                                    | Bernie Sanders      | 43.0 % | John Kasich           | 42.5 % | 0.5       |
| HuffPost Pollster Archivado el 12 de marzo de 2016 en Wayback Machine. | Hillary Clinton     | 50.6 % | Donald Trump          | 40.7 % | 9.9       |
| HuffPost Pollster Archivado el 12 de marzo de 2016 en Wayback Machine. | Hillary Clinton     | 48.1 % | Ted Cruz              | 44.7 % | 3.4       |

#### Partido Republicano
| Fuente                     | Fecha                             | Ted Cruz | John Kasich | Donald Trump | Otros                      |
| FiveThirtyEight Average    | 18 de marzo de 2016               | 22.8 %   | 11.5 %      | 38.7 %       |                            |
| HuffPost Pollster Model    | 18 de marzo de 2016               | 26.4 %   | 13.5 %      | 43.6 %       | Indeciso 6.9 % Otros 4.9 % |
| RealClear Politics Average | 3 de marzo-17 de marzo de 2016    | 26.7 %   | 18.7 %      | 35.7 %       |                            |
| 270 to Win Average         | 25 de febrero-18 de marzo de 2016 | 23.0 %   | 13.8 %      | 37.4 %       |                            |

#### Partido Demócrata
| Fuente                  | Fecha               | Hillary Clinton | Bernie Sanders | Otros / Indecisos |
| FiveThirtyEight Average | 18 de marzo de 2016 | 50.9 %          | 38.8 %         | 10.3 %            |
| HuffPost Pollster Model | 18 de marzo de 2016 | 52.1 %          | 41.8 %         | 6.1 %             |

## Resultados

### Resultados electorales
|  | 46.15 % |

|  | 48.18 % |

|  | 3.28 % |

|  | 1.07 % |

|  | 0.54 % |

|  | 0.15 % |

|  | 0.05 % |

|  | 0.56 % |

|  | 100 % |

| \| Voto popular \| Voto popular \| Voto popular \| Voto popular \| Voto popular \| \| ---------------- \| ---------------- \| ------------ \| ------------ \| ------------ \| \| \| \| \| \| \| \| Clinton \| Clinton \| \| 48.17 % \| 48.17 % \| \| Trump \| Trump \| \| 46.15 % \| 46.15 % \| \| Johnson \| Johnson \| \| 3.28 % \| 3.28 % \| \| Stein \| Stein \| \| 1.07 % \| 1.07 % \| \| Otros candidatos \| Otros candidatos \| \| 1.38 % \| 1.38 % \| |                  |  |         |         |
| Voto popular |                  |  |         |         |
| |                  |  |         |         |
| Clinton | Clinton          |  | 48.17 % | 48.17 % |
| Trump | Trump            |  | 46.15 % | 46.15 % |
| Johnson | Johnson          |  | 3.28 %  | 3.28 %  |
| Stein | Stein            |  | 1.07 %  | 1.07 %  |
| Otros candidatos | Otros candidatos |  | 1.38 %  | 1.38 %  |

| 232     | 306   |
| Clinton | Trump |

| \| Votos electorales \| Votos electorales \| Votos electorales \| Votos electorales \| Votos electorales \| \| ----------------- \| ----------------- \| ----------------- \| ----------------- \| ----------------- \| \| \| \| \| \| \| \| Trump/Pence \| Trump/Pence \| \| 56.88 % \| 56.88 % \| \| Clinton/Kaine \| Clinton/Kaine \| \| 43.12 % \| 43.12 % \| |               |  |         |         |
| Votos electorales |               |  |         |         |
| |               |  |         |         |
| Trump/Pence | Trump/Pence   |  | 56.88 % | 56.88 % |
| Clinton/Kaine | Clinton/Kaine |  | 43.12 % | 43.12 % |

| \| Votos electorales para presidente \| Votos electorales para presidente \| Votos electorales para presidente \| Votos electorales para presidente \| Votos electorales para presidente \| \| --------------------------------- \| --------------------------------- \| --------------------------------- \| --------------------------------- \| --------------------------------- \| \| \| \| \| \| \| \| Trump \| Trump \| \| 56.51 % \| 56.51 % \| \| Clinton \| Clinton \| \| 42.19 % \| 42.19 % \| \| Powell \| Powell \| \| 0.56 % \| 0.56 % \| \| Kasich \| Kasich \| \| 0.19 % \| 0.19 % \| \| Paul \| Paul \| \| 0.19 % \| 0.19 % \| \| Sanders \| Sanders \| \| 0.19 % \| 0.19 % \| \| Spotted Eagle \| Spotted Eagle \| \| 0.19 % \| 0.19 % \| |               |  |         |         |
| Votos electorales para presidente |               |  |         |         |
| |               |  |         |         |
| Trump | Trump         |  | 56.51 % | 56.51 % |
| Clinton | Clinton       |  | 42.19 % | 42.19 % |
| Powell | Powell        |  | 0.56 %  | 0.56 %  |
| Kasich | Kasich        |  | 0.19 %  | 0.19 %  |
| Paul | Paul          |  | 0.19 %  | 0.19 %  |
| Sanders | Sanders       |  | 0.19 %  | 0.19 %  |
| Spotted Eagle | Spotted Eagle |  | 0.19 %  | 0.19 %  |

| \| Votos electorales para vicepresidente \| Votos electorales para vicepresidente \| Votos electorales para vicepresidente \| Votos electorales para vicepresidente \| Votos electorales para vicepresidente \| \| ------------------------------------- \| ------------------------------------- \| ------------------------------------- \| ------------------------------------- \| ------------------------------------- \| \| \| \| \| \| \| \| Pence \| Pence \| \| 56.69 % \| 56.69 % \| \| Kaine \| Kaine \| \| 42.19 % \| 42.19 % \| \| Warren \| Warren \| \| 0.37 % \| 0.37 % \| \| Cantwell \| Cantwell \| \| 0.19 % \| 0.19 % \| \| Collins \| Collins \| \| 0.19 % \| 0.19 % \| \| Fiorina \| Fiorina \| \| 0.19 % \| 0.19 % \| |          |  |         |         |
| Votos electorales para vicepresidente |          |  |         |         |
| |          |  |         |         |
| Pence | Pence    |  | 56.69 % | 56.69 % |
| Kaine | Kaine    |  | 42.19 % | 42.19 % |
| Warren | Warren   |  | 0.37 %  | 0.37 %  |
| Cantwell | Cantwell |  | 0.19 %  | 0.19 %  |
| Collins | Collins  |  | 0.19 %  | 0.19 %  |
| Fiorina | Fiorina  |  | 0.19 %  | 0.19 %  |

### Resultados a nivel estatal
| Estados ganados por el binomio Trump/Pence   |                                                                                        |
| Estados ganados por el binomio Clinton/Kaine |                                                                                        |
| VE                                           | Votos electorales                                                                      |
| †                                            | Resultados generales (para Maine y Nebraska, que se repartieron los votos electorales) |

| Estado o distrito    | Clinton/Kaine Demócrata | Clinton/Kaine Demócrata | Clinton/Kaine Demócrata | Trump/Pence Republicano | Trump/Pence Republicano | Trump/Pence Republicano | Johnson/Weld Libertario | Johnson/Weld Libertario | Johnson/Weld Libertario | Stein/Baraka Verde | Stein/Baraka Verde | Stein/Baraka Verde | McMullin/Finn Independiente | McMullin/Finn Independiente | McMullin/Finn Independiente | Otros     | Otros | Otros | Margen     | Margen  | Margen de diferencia | Total         |
| Estado o distrito    | Votos                   | %                       | VE                      | Votos                   | %                       | VE                      | Votos                   | %                       | VE                      | Votos              | %                  | VE                 | Votos                       | %                           | VE                          | Votos     | %     | VE    | Votos      | %       | %                    | Total         |
| -------------------- | ----------------------- | ----------------------- | ----------------------- | ----------------------- | ----------------------- | ----------------------- | ----------------------- | ----------------------- | ----------------------- | ------------------ | ------------------ | ------------------ | --------------------------- | --------------------------- | --------------------------- | --------- | ----- | ----- | ---------- | ------- | -------------------- | ------------- |
| Alabama              | 729,547                 | 34.36%                  | –                       | 1,318,255               | 62.08%                  | 9                       | 44,467                  | 2.09%                   | –                       | 9,391              | 0.44%              | –                  | –                           | –                           | –                           | 21,712    | 1.02% | –     | 588,708    | 27.72%  | 5.54%                | 2,123,372     |
| Alaska               | 116,454                 | 36.55%                  | –                       | 163,387                 | 51.28%                  | 3                       | 18,725                  | 5.88%                   | –                       | 5,735              | 1.80%              | –                  | –                           | –                           | –                           | 14,307    | 4.49% | –     | 46,933     | 14.73%  | 0.74%                | 318,608       |
| Arizona              | 1,161,167               | 45.13%                  | –                       | 1,252,401               | 48.67%                  | 11                      | 106,327                 | 4.13%                   | –                       | 34,345             | 1.33%              | –                  | 17,449                      | 0.68%                       | –                           | 1,476     | 0.06% | –     | 91,234     | 3.54%   | −5.56%               | 2,573,165     |
| Arkansas             | 380,494                 | 33.65%                  | –                       | 684,872                 | 60.57%                  | 6                       | 29,949                  | 2.64%                   | –                       | 9,473              | 0.84%              | –                  | 13,176                      | 1.17%                       | –                           | 12,712    | 1.12% | –     | 304,378    | 26.92%  | 3.23%                | 1,130,676     |
| California           | 8,753,788               | 61.73%                  | 55                      | 4,483,810               | 31.62%                  | –                       | 478,500                 | 3.37%                   | –                       | 278,657            | 1.96%              | –                  | 39,596                      | 0.28%                       | –                           | 147,244   | 1.04% | –     | −4,269,978 | −30.11% | −6.99%               | 14,181,595    |
| Colorado             | 1,338,870               | 48.16%                  | 9                       | 1,202,484               | 43.25%                  | –                       | 144,121                 | 5.18%                   | –                       | 38,437             | 1.38%              | –                  | 28,917                      | 1.04%                       | –                           | 27,418    | 0.99% | –     | −136,386   | −4.91%  | 0.45%                | 2,780,247     |
| Connecticut          | 897,572                 | 54.57%                  | 7                       | 673,215                 | 40.93%                  | –                       | 48,676                  | 2.96%                   | –                       | 22,841             | 1.39%              | –                  | 2,108                       | 0.13%                       | –                           | 508       | 0.03% | –     | −224,357   | −13.64% | 3.69%                | 1,644,920     |
| Delaware             | 235,603                 | 53.09%                  | 3                       | 185,127                 | 41.71%                  | –                       | 14,757                  | 3.32%                   | –                       | 6,103              | 1.37%              | –                  | 706                         | 0.16%                       | –                           | 1,518     | 0.34% | –     | −50,476    | −11.38% | 7.26%                | 443,814       |
| Distrito de Columbia | 282,830                 | 90.86%                  | 3                       | 12,723                  | 4.09%                   | –                       | 4,906                   | 1.57%                   | –                       | 4,258              | 1.36%              | –                  | –                           | –                           | –                           | 6,551     | 2.52% | –     | −270,107   | −86.77% | −3.14%               | 311,268       |
| Florida              | 4,504,975               | 47.82%                  | –                       | 4,617,886               | 49.02%                  | 29                      | 207,043                 | 2.20%                   | –                       | 64,399             | 0.68%              | –                  | –                           | –                           | –                           | 25,736    | 0.28% | –     | 112,911    | 1.20%   | 2.08%                | 9,420,039     |
| Georgia              | 1,877,963               | 45.64%                  | –                       | 2,089,104               | 50.77%                  | 16                      | 125,306                 | 3.05%                   | –                       | 7,674              | 0.19%              | –                  | 13,017                      | 0.32%                       | –                           | 1,668     | 0.04% | –     | 211,141    | 5.13%   | −2.69%               | 4,114,732     |
| Hawaii               | 266,891                 | 62.22%                  | 3                       | 128,847                 | 30.04%                  | –                       | 15,954                  | 3.72%                   | –                       | 12,737             | 2.97%              | –                  | –                           | –                           | –                           | 4,508     | 1.05% | 1     | −138,044   | −32.18% | 10.53%               | 428,937       |
| Idaho                | 189,765                 | 27.49%                  | –                       | 409,055                 | 59.26%                  | 4                       | 28,331                  | 4.10%                   | –                       | 8,496              | 1.23%              | –                  | 46,476                      | 6.73%                       | –                           | 8,132     | 1.18% | –     | 219,290    | 31.77%  | 0.08%                | 690,255       |
| Illinois             | 3,090,729               | 55.83%                  | 20                      | 2,146,015               | 38.76%                  | –                       | 209,596                 | 3.79%                   | –                       | 76,802             | 1.39%              | –                  | 11,655                      | 0.21%                       | –                           | 1,627     | 0.03% | –     | −944,714   | −17.07% | −0.19%               | 5,536,424     |
| Indiana              | 1,033,126               | 37.77%                  | –                       | 1,557,286               | 56.94%                  | 11                      | 133,993                 | 4.90%                   | –                       | 7,841              | 0.29%              | –                  | –                           | –                           | –                           | 2,712     | 0.10% | –     | 524,160    | 19.17%  | 8.97%                | 2,734,958     |
| Iowa                 | 653,669                 | 41.74%                  | –                       | 800,983                 | 51.15%                  | 6                       | 59,186                  | 3.78%                   | –                       | 11,479             | 0.73%              | –                  | 12,366                      | 0.79%                       | –                           | 28,348    | 1.81% | –     | 147,314    | 9.41%   | 15.22%               | 1,566,031     |
| Kansas               | 427,005                 | 36.05%                  | –                       | 671,018                 | 56.65%                  | 6                       | 55,406                  | 4.68%                   | –                       | 23,506             | 1.98%              | –                  | 6,520                       | 0.55%                       | –                           | 947       | 0.08% | –     | 244,013    | 20.60%  | −1.11%               | 1,184,402     |
| Kentucky             | 628,854                 | 32.68%                  | –                       | 1,202,971               | 62.52%                  | 8                       | 53,752                  | 2.79%                   | –                       | 13,913             | 0.72%              | –                  | 22,780                      | 1.18%                       | –                           | 1,879     | 0.10% | –     | 574,177    | 29.84%  | 7.15%                | 1,924,149     |
| Luisiana             | 780,154                 | 38.45%                  | –                       | 1,178,638               | 58.09%                  | 8                       | 37,978                  | 1.87%                   | –                       | 14,031             | 0.69%              | –                  | 8,547                       | 0.42%                       | –                           | 9,684     | 0.48% | –     | 398,484    | 19.64%  | 2.44%                | 2,029,032     |
| Maine †              | 357,735                 | 47.83%                  | 2                       | 335,593                 | 44.87%                  | –                       | 38,105                  | 5.09%                   | –                       | 14,251             | 1.91%              | –                  | 1,887                       | 0.25%                       | –                           | 356       | 0.05% | –     | −22,142    | −2.96%  | 12.33%               | 747,927       |
| ME-1                 | 212,774                 | 53.96%                  | 1                       | 154,384                 | 39.15%                  | –                       | 18,592                  | 4.71%                   | –                       | 7,563              | 1.92%              | –                  | 807                         | 0.20%                       | –                           | 209       | 0.05% | –     | −58,390    | −14.81% | 6.58%                | 394,329       |
| ME-2                 | 144,817                 | 40.98%                  | –                       | 181,177                 | 51.26%                  | 1                       | 19,510                  | 5.52%                   | –                       | 6,685              | 1.89%              | –                  | 1,080                       | 0.31%                       | –                           | 147       | 0.04% | –     | 36,360     | 10.28%  | 18.85%               | 353,416       |
| Maryland             | 1,677,928               | 60.33%                  | 10                      | 943,169                 | 33.91%                  | –                       | 79,605                  | 2.86%                   | –                       | 35,945             | 1.29%              | –                  | 9,630                       | 0.35%                       | –                           | 35,169    | 1.26% | –     | −734,759   | −26.42% | −0.35%               | 2,781,446     |
| Massachusetts        | 1,995,196               | 60.01%                  | 11                      | 1,090,893               | 32.81%                  | –                       | 138,018                 | 4.15%                   | –                       | 47,661             | 1.43%              | –                  | 2,719                       | 0.08%                       | –                           | 50,559    | 1.52% | –     | −904,303   | −27.20% | −4.06%               | 3,325,046     |
| Míchigan             | 2,268,839               | 47.27%                  | –                       | 2,279,543               | 47.50%                  | 16                      | 172,136                 | 3.59%                   | –                       | 51,463             | 1.07%              | –                  | 8,177                       | 0.17%                       | –                           | 19,126    | 0.40% | –     | 10,704     | 0.23%   | 9.73%                | 4,799,284     |
| Minnesota            | 1,367,716               | 46.44%                  | 10                      | 1,322,951               | 44.92%                  | –                       | 112,972                 | 3.84%                   | –                       | 36,985             | 1.26%              | –                  | 53,076                      | 1.80%                       | –                           | 51,113    | 1.74% | –     | −44,765    | −1.52%  | 6.17%                | 2,944,813     |
| Mississippi          | 485,131                 | 40.11%                  | –                       | 700,714                 | 57.94%                  | 6                       | 14,435                  | 1.19%                   | –                       | 3,731              | 0.31%              | –                  | –                           | –                           | –                           | 5,346     | 0.44% | –     | 215,583    | 17.83%  | 6.33%                | 1,209,357     |
| Misuri               | 1,071,068               | 38.14%                  | –                       | 1,594,511               | 56.77%                  | 10                      | 97,359                  | 3.47%                   | –                       | 25,419             | 0.91%              | –                  | 7,071                       | 0.25%                       | –                           | 13,177    | 0.47% | –     | 523,443    | 18.63%  | 9.26%                | 2,808,605     |
| Montana              | 177,709                 | 35.75%                  | –                       | 279,240                 | 56.17%                  | 3                       | 28,037                  | 5.64%                   | –                       | 7,970              | 1.60%              | –                  | 2,297                       | 0.46%                       | –                           | 1,894     | 0.38% | –     | 101,531    | 20.42%  | 6.77%                | 497,147       |
| Nebraska †           | 284,494                 | 33.70%                  | –                       | 495,961                 | 58.75%                  | 2                       | 38,946                  | 4.61%                   | –                       | 8,775              | 1.04%              | –                  | –                           | –                           | –                           | 16,051    | 1.90% | –     | 211,467    | 25.05%  | 3.28%                | 844,227       |
| NE-1                 | 100,132                 | 35.46%                  | –                       | 158,642                 | 56.18%                  | 1                       | 14,033                  | 4.97%                   | –                       | 3,374              | 1.19%              | –                  | –                           | –                           | –                           | 6,181     | 2.19% | –     | 58,500     | 20.72%  | 4.12%                | 282,338       |
| NE-2                 | 131,030                 | 44.92%                  | –                       | 137,564                 | 47.16%                  | 1                       | 13,245                  | 4.54%                   | –                       | 3,347              | 1.15%              | –                  | –                           | –                           | –                           | 6,494     | 2.23% | –     | 6,534      | 2.24%   | −4.91%               | 291,680       |
| NE-3                 | 53,332                  | 19.73%                  | –                       | 199,755                 | 73.92%                  | 1                       | 11,668                  | 4.32%                   | –                       | 2,054              | 0.76%              | –                  | –                           | –                           | –                           | 3,451     | 1.28% | –     | 146,367    | 54.19%  | 11.78%               | 270,109       |
| Nevada               | 539,260                 | 47.92%                  | 6                       | 512,058                 | 45.50%                  | –                       | 37,384                  | 3.29%                   | –                       | –                  | –                  | –                  | –                           | –                           | –                           | 36,683    | 3.23% | –     | −27,202    | −2.42%  | 4.26%                | 1,125,385     |
| Nueva Hampshire      | 348,526                 | 46.83%                  | 4                       | 345,790                 | 46.46%                  | –                       | 30,777                  | 4.15%                   | –                       | 6,496              | 0.88%              | –                  | 1,064                       | 0.14%                       | –                           | 11,643    | 1.24% | –     | −2,736     | −0.37%  | 5.21%                | 744,296       |
| Nueva Jersey         | 2,148,278               | 55.45%                  | 14                      | 1,601,933               | 41.35%                  | –                       | 72,477                  | 1.87%                   | –                       | 37,772             | 0.98%              | –                  | –                           | –                           | –                           | 13,586    | 0.35% | –     | −546,345   | −14.10% | 3.69%                | 3,874,046     |
| Nuevo México         | 385,234                 | 48.26%                  | 5                       | 319,667                 | 40.04%                  | –                       | 74,541                  | 9.34%                   | –                       | 9,879              | 1.24%              | –                  | 5,825                       | 0.73%                       | –                           | 3,173     | 0.40% | –     | −65,567    | −8.22%  | 1.94%                | 798,319       |
| Nueva York           | 4,556,124               | 59.01%                  | 29                      | 2,819,534               | 36.52%                  | –                       | 176,598                 | 2.29%                   | –                       | 107,934            | 1.40%              | –                  | 10,373                      | 0.13%                       | –                           | 50,890    | 0.66% | –     | −1,736,590 | −22.49% | 5.69%                | 7,721,453     |
| Carolina del Norte   | 2,189,316               | 46.17%                  | –                       | 2,362,631               | 49.83%                  | 15                      | 130,126                 | 2.74%                   | –                       | 12,105             | 0.26%              | –                  | –                           | –                           | –                           | 47,386    | 1.00% | –     | 173,315    | 3.66%   | 1.62%                | 4,741,564     |
| Dakota del Norte     | 93,758                  | 27.23%                  | –                       | 216,794                 | 62.96%                  | 3                       | 21,434                  | 6.22%                   | –                       | 3,780              | 1.10%              | –                  | –                           | –                           | –                           | 8,594     | 2.49% | –     | 123,036    | 35.73%  | 16.11%               | 344,360       |
| Ohio                 | 2,394,164               | 43.56%                  | –                       | 2,841,005               | 51.69%                  | 18                      | 174,498                 | 3.17%                   | –                       | 46,271             | 0.84%              | –                  | 12,574                      | 0.23%                       | –                           | 27,975    | 0.51% | –     | 446,841    | 8.13%   | 11.11%               | 5,496,487     |
| Oklahoma             | 420,375                 | 28.93%                  | –                       | 949,136                 | 65.32%                  | 7                       | 83,481                  | 5.75%                   | –                       | –                  | –                  | –                  | –                           | –                           | –                           | –         | –     | –     | 528,761    | 36.39%  | 2.95%                | 1,452,992     |
| Oregon               | 1,002,106               | 50.07%                  | 7                       | 782,403                 | 39.09%                  | –                       | 94,231                  | 4.71%                   | –                       | 50,002             | 2.50%              | –                  | –                           | –                           | –                           | 72,594    | 3.63% | –     | −219,703   | −10.98% | 1.11%                | 2,001,336     |
| Pensilvania          | 2,926,441               | 47.46%                  | –                       | 2,970,733               | 48.18%                  | 20                      | 146,715                 | 2.38%                   | –                       | 49,941             | 0.81%              | –                  | 6,472                       | 0.11%                       | –                           | 65,176    | 1.06% | –     | 44,292     | 0.72%   | 6.10%                | 6,165,478     |
| Rhode Island         | 252,525                 | 54.41%                  | 4                       | 180,543                 | 38.90%                  | –                       | 14,746                  | 3.18%                   | –                       | 6,220              | 1.34%              | –                  | 516                         | 0.11%                       | –                           | 9,594     | 2.07% | –     | −71,982    | −15.51% | 11.95%               | 464,144       |
| Carolina del Sur     | 855,373                 | 40.67%                  | –                       | 1,155,389               | 54.94%                  | 9                       | 49,204                  | 2.34%                   | –                       | 13,034             | 0.62%              | –                  | 21,016                      | 1.00%                       | –                           | 9,011     | 0.43% | –     | 300,016    | 14.27%  | 3.80%                | 2,103,027     |
| Dakota del Sur       | 117,458                 | 31.74%                  | –                       | 227,721                 | 61.53%                  | 3                       | 20,850                  | 5.63%                   | –                       | –                  | –                  | –                  | –                           | –                           | –                           | 4,064     | 1.10% | –     | 110,263    | 29.79%  | 11.77%               | 370,093       |
| Tennessee            | 870,695                 | 34.72%                  | –                       | 1,522,925               | 60.72%                  | 11                      | 70,397                  | 2.81%                   | –                       | 15,993             | 0.64%              | –                  | 11,991                      | 0.48%                       | –                           | 16,026    | 0.64% | –     | 652,230    | 26.00%  | 5.61%                | 2,508,027     |
| Texas                | 3,877,868               | 43.24%                  | –                       | 4,685,047               | 52.23%                  | 36                      | 283,492                 | 3.16%                   | –                       | 71,558             | 0.80%              | –                  | 42,366                      | 0.47%                       | –                           | 8,895     | 0.10% | 2     | 807,179    | 8.99%   | −6.80%               | 8,969,226     |
| Utah                 | 310,676                 | 27.46%                  | –                       | 515,231                 | 45.54%                  | 6                       | 39,608                  | 3.50%                   | –                       | 9,438              | 0.83%              | –                  | 243,690                     | 21.54%                      | –                           | 12,787    | 1.13% | –     | 204,555    | 18.08%  | −29.85%              | 1,131,430     |
| Vermont              | 178,573                 | 56.68%                  | 3                       | 95,369                  | 30.27%                  | –                       | 10,078                  | 3.20%                   | –                       | 6,758              | 2.14%              | –                  | 639                         | 0.20%                       | –                           | 23,650    | 7.51% | –     | −83,204    | −26.41% | 9.19%                | 315,067       |
| Virginia             | 1,981,473               | 49.73%                  | 13                      | 1,769,443               | 44.41%                  | –                       | 118,274                 | 2.97%                   | –                       | 27,638             | 0.69%              | –                  | 54,054                      | 1.36%                       | –                           | 33,749    | 0.85% | –     | −212,030   | −5.32%  | −1.44%               | 3,984,631     |
| Washington           | 1,742,718               | 52.54%                  | 8                       | 1,221,747               | 36.83%                  | –                       | 160,879                 | 4.85%                   | –                       | 58,417             | 1.76%              | –                  | –                           | –                           | –                           | 133,258   | 4.02% | 4     | −520,971   | −15.71% | −0.84%               | 3,317,019     |
| Virginia Occidental  | 188,794                 | 26.43%                  | –                       | 489,371                 | 68.50%                  | 5                       | 23,004                  | 3.22%                   | –                       | 8,075              | 1.13%              | –                  | 1,104                       | 0.15%                       | –                           | 4,075     | 0.57% | –     | 300,577    | 42.07%  | 15.31%               | 714,423       |
| Wisconsin            | 1,382,536               | 46.45%                  | –                       | 1,405,284               | 47.22%                  | 10                      | 106,674                 | 3.58%                   | –                       | 31,072             | 1.04%              | –                  | 11,855                      | 0.40%                       | –                           | 38,729    | 1.30% | –     | 22,748     | 0.77%   | 7.71%                | 2,976,150     |
| Wyoming              | 55,973                  | 21.88%                  | –                       | 174,419                 | 68.17%                  | 3                       | 13,287                  | 5.19%                   | –                       | 2,515              | 0.98%              | –                  | –                           | –                           | –                           | 9,655     | 3.78% | –     | 118,446    | 46.29%  | 5.47%                | 255,849       |
| Total                | 65,853,516              | 48.18%                  | 227                     | 62,984,825              | 46.09%                  | 304                     | 4,489,221               | 3.28%                   | –                       | 1,457,216          | 1.07%              | –                  | 731,788                     | 0.54%                       | –                           | 1,152,671 | 0.84% | 7     | −2,868,691 | −2.10%  | 1.76%                | { 136,669,237 |